# الله‌آباد (اقلید)
الله‌آباد (اقلید)، روستایی از توابع بخش حسن‌آباد شهرستان اقلید در استان فارس ایران است.
این روستا پیش از انقلاب با نام ایل آباد و سپس اله اباد شناخته می شد که پس از انقلاب به الله اباد تغییر نام یافت .
ساکنان این روستا پیش از انقلاب ساکن قلعه ی تاریخی شهرآشوب بودند که باساخت کهنه قلعه (قلعه کهنه) به این روستا کوچ کردند و سپس ینگی قلعه (قلعه ی نو ) را ساختند که از قلعه ی کهنه فقط تپه و خرابه ی دیوار ها باقی مانده است .
نقل است که پیش از شکل گیری قلعه ی بزرگ ، عشایر و ایلات رهگذر ، مرده های خود را در تپه ی این قلعه به خاک می سپردند که به نقل از بزرگانی که زمان ساخت قلعه را به یاد داشتند ، آثار و قطعات استخوان و جمجمه از دل خاک بیرون می آمد .
این روستا پیش از انقلاب دارای یک دبستان به نام دبستان دولتی اله آباد و یک گرمابه ی عمومی سنگی بود که آثار گرمابه هنوز پابرجاست .
زبان مردم این روستا ترکی و ازایل بزرگ  قشقایی و طایفه ی فارسیمدان و تیره قرمشاملو هستند که خاستگاه آن ها منطقه ی هنا و پادنا می باشد که از گذشته های دور بر اثر اختلافات یا جست جوی مکانی بهتر برای زندگی ، به این مکان کوچ و ساکن شده اند .
این روستا از شمال به رشته کوه های زاگرس ، از شرق به روستای شهرآشوب ، از غرب وجنوب غربی به روستاهای اردلی ، جعفرآباد و شهر حسن آباد و ازجنوب به روستای انگکبان محدود می شود .
بین روستای اله آباد و شهرآشوب ، تپه ای قدیمی در کنار راه آسفالته اقلید به مرودشت قرار دارد که به کره یال (تپه ی گرد ) معروف است و بنا به گفته ی اهالی قدیمی محل ، شاه نشین و دارای عمارت و آبادی بوده و زیر این تپه چشمه ی آب روان در سال های پرباران و برف ، روان بوده که به چشمه باشی (سرچشمه)معروف است .
در سال های اوایل انقلاب قطعه ستون سنگی در کنار قبرستان روستا افتاده بود که اهالی به آن رستم آغاجی (چوبدست رستم )معروف بود و شوربختانه دیگر از آن اثری نیست .

## جمعیت
این روستا در دهستان حسن‌آباد قرار دارد و براساس سرشماری مرکز آمار ایران در سال ۱۳۸۵، جمعیت آن ۲۴۳ نفر (۶۷خانوار) بوده‌است.